# Persyra

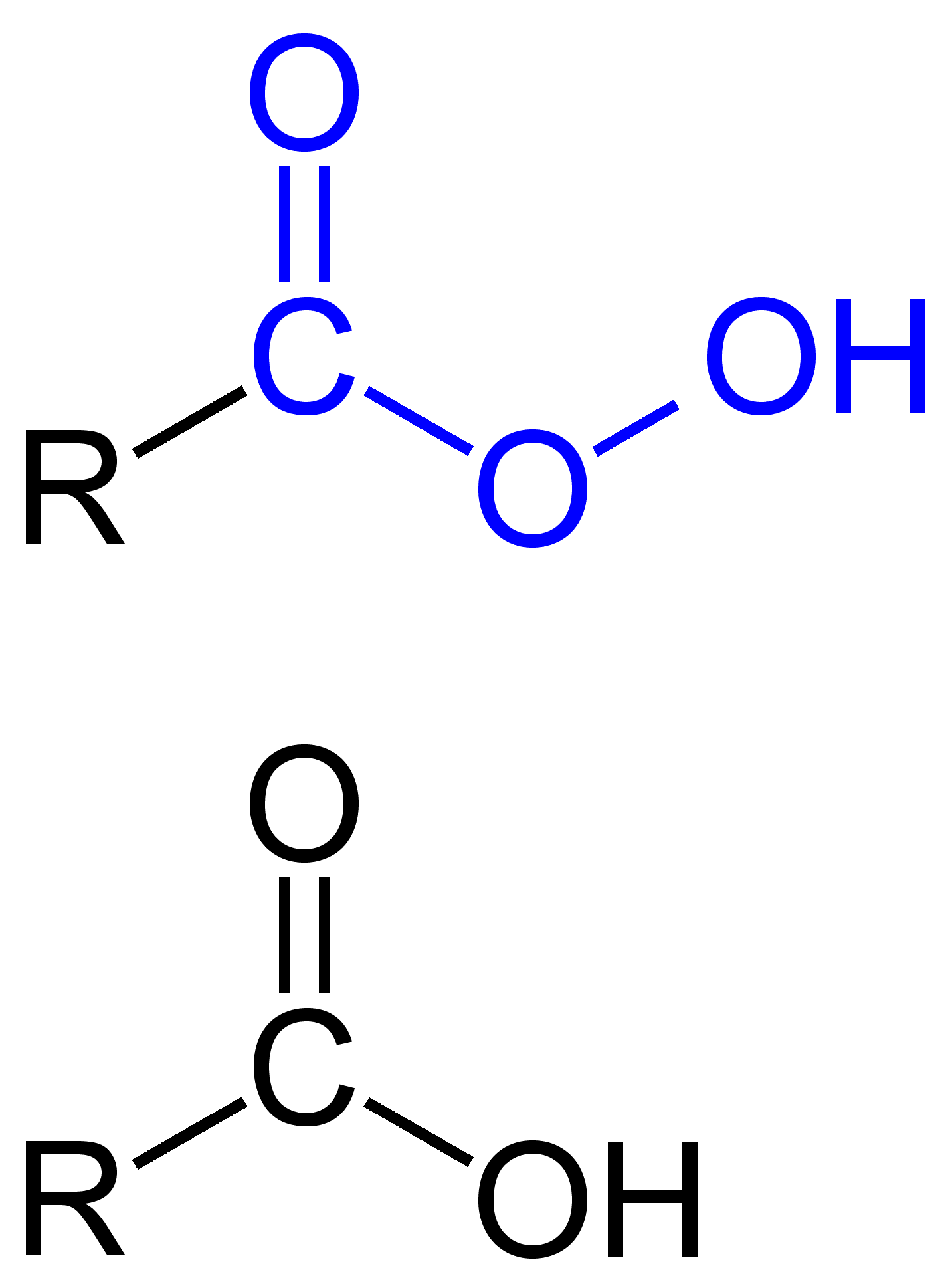
Allmän formel för en organisk persyra (övre) jämförts med karboxylsyra (nedre).

Persyra är en syra som innehåller en sur –OOH-grupp. De två huvudklasserna är de som utgår från oorganiska syror, särskilt svavelsyra, och de som utgår från karboxylsyror. De är vanligen starka oxidanter.

## Oorganiska persyror
Peroxymonosvavelsyra (Caros syra) är sannolikt den mest betydande persyran, åtminstone vad gäller volymer. Den används för blekning av pappersmassa och för neutralisering av cyanid inom gruvindustrin. Den framställs genom behandling av svavelsyra med väteperoxid. Peroxyfosforsyra (H3 PO5) framställs på liknande sätt.

## Organiska persyror
Flera organiska persyror är kommersiellt användbara. De kan framställas på flera olika sätt. Vanligen framställs persyror genom att motsvarande karboxylsyra behandlas med väteperoxid:
RCO2H  +  H2O2 {\displaystyle {\overrightarrow {\leftarrow }}}   RCO3H  +  H2O
En närliggande reaktion involverar istället karboxylanhydrid:
(RCO)2O  +  H2O2   →   RCO3H  +  RCO2H
Denna metod fördras för konvertering av cykliska anhydrider till motsvarande monoperoxysyra, t. ex. monoperoxyftalatsyra.
Den tredje metoden utnyttjar behandling av syraklorider:
RC(O)Cl  +  H2O2   →   RCO3H  +  HCl
Meta-klorperoxybensoesyra (mCPBA) framställs på detta sätt.

### Egenskaper och användning
Peroxykarboxylsyra är ca 1 000 gånger svagare än den grundläggande karboxylsyra på grund av avsaknaden resonansstabilisering av anjonen. Av samma skäl tenderar dess pKa-värde att vara relativt oberoende av substituenten R.
Den främsta användningen av organiska peroxysyror är till konvertering av alkener till epoxider. Speciellt cykliska ketoner konverteras till ring-expanderade estrar med hjälp av persyra i en Baeyer-Villiger-oxidation. De används även för oxidering av aminer och tioetrar till aminoxider och svaveloxider. Laboratorietillämpningen av den viktiga reagenten mCPBA åskådliggör dessa reaktioner. Den används som en reagent i Baeyer-Villiger-oxidationen och till oxidation av kol-kol-dubbelbindningar i alkener för framställning av epoxider (oxiraner). Reaktion av peroxykaboxylsyra med syraklorider ger diacylperoxider:
RC(O)Cl  +  RC(O)O2H   →   (RC(O))2O2  +  HCl